# NikitA
NikitA (Oekraïens: НікітА) is een Oekraïense band die popmuziek maakt en zich gespecialiseerd heeft in het thema seksuele agressie. De band is zeer populair in de landen van de voormalige Sovjet-Unie.

## Oprichting
In 2008 formeerde de producer Joeri Nikitin een nieuwe popband bestaande uit twee zangeressen. De naam van de band werd verzonnen door Dasha Astafieva en afgeleid van de achternaam van Joeri. Tevens staat de naam Nikita bekend als de naam van een geheime sexy Russische spionne, wat Dasha goed vond passen bij het thema van de band.

## Verevki
Toen in 2009 het nummer Verevki (Touwen) uitkwam, een nummer over een vrouw die zich gebonden voelt, ontstond er in Oekraïne en Rusland veel ophef over de bijbehorende videoclip. In deze clip ontdoet de zangeres zich van haar kleding en loopt dan naakt door een garage en supermarkt van de stad Odessa. Ondanks dat haar geslachtsorganen afgeschermd werden door zwarte balkjes kreeg de clip het predicaat 18+ mee. Hierdoor mochten de muziekzenders de videoclip enkel 's nachts uitzenden.

## Discografie

### Albums
- Mashyna (machine) (2008)
- Hozyain (meester) (2014)

### Singles
| Jaar | Album                                       | Vertaling         |
| ---- | ------------------------------------------- | ----------------- |
| 2008 | Машина (Mashyna)                            | Machine           |
| 2008 | Зайчик (Zaichik)                            | Konijntje         |
| 2009 | Ветром (Vetrom)                             | Wind              |
| 2009 | Полет над землей (Polet nad zemlyeĭ)        | Vliegen over land |
| 2009 | Это чувство (Eto Chuvstvo)                  | Dit Gevoel        |
| 2009 | Французский поцелуй (Frantsuzskiĭ potseluĭ) | Franse Kus        |
| 2009 | Буря в пустыне (Burya v pustyne)            | Desert Storm      |
| 2009 | Солдат (Soldat)                             | Soldaat           |
| 2009 | Веревки (Verevki)                           | Touwen            |
| 2010 | Королева (Koroleva)                         | Koningin          |
| 2011 | Искусаю (Iskusayu)                          | Gebeten           |